# Contigny
Contigny é uma comuna francesa na região administrativa de Auvérnia-Ródano-Alpes, no departamento Allier. Estende-se por uma área de 18,07 km². Em 2010 a comuna tinha 597 habitantes (densidade: 33 hab./km²).